# Marpesia norica
Marpesia norica är en fjärilsart som beskrevs av William Chapman Hewitson 1852. Marpesia norica ingår i släktet Marpesia och familjen praktfjärilar. Inga underarter finns listade i Catalogue of Life.